# Zentrygon
Zentrygon este un gen de păsări columbiforme din familia Columbidae, format din 8 specii. Acești porumbei se găsesc în habitatele forestiere din America Centrală și din nordul și centrul Americii de Sud.

## Taxonomie
Ca urmare a studiilor filogenetice efectuate de un grup de ornitologi, acest gen a fost separat în 2013 de genul Geotrygon. Specia tip este Zentrygon costaricensis. Etimologic, numele generic Zentrygon este construit din numele genurilor Zenaida și Geotrygon, reflectând astfel relațiile sale filogenetice și corespunzând formei și obiceiurilor sale generale.

### Specii
Genul conține următoarele opt specii:
- Zentrygon carrikeri
- Zentrygon costaricensis
- Zentrygon lawrencii
- Zentrygon albifacies
- Zentrygon frenata
- Zentrygon linearis
- Zentrygon chiriquensis
- Zentrygon goldmani